# Seven de la República 2011
El Seven de la República de 2011 fue la vigésimo-octava edición del torneo de rugby 7 de fin de temporada para uniones regionales afiliadas a la Unión Argentina de Rugby y la vigésimo-segunda en ser organizada en la ciudad de Paraná, Entre Ríos. Se llevó a cabo el 3 y 4 de diciembre de 2011 en El Plumazo, sede del Club Atlético Estudiantes.
La Unión Entrerriana de Rugby, con la intención de "recuperar el protagonismo que el torneo supo poseer y atraer más espectadores", decidió integrar diversos campeonatos de exhibición en el programa oficial del evento: rugby infantil (8 a 11 años) con equipos de Entre Ríos; rugby intercolegial (17 y 18 años) con ocho equipos de Paraná; y rugby femenino con equipos de distintas regiones argentinas. Además, un seleccionado argentino alternativo participó en amistosos contra equipos de desarrollo de Entre Ríos y Santa Fe.
El seleccionado de la Unión de Rugby de Salta consiguió su segundo campeonato al derrotar 7-5 en la final de la Copa de Oro a su clásico rival, la Unión de Rugby de Tucumán. Los siete puntos llegaron en la última jugada a través de un try de Francisco Arias Linares que fue convertido por Ramiro Chávez, elegido como el mejor jugador del torneo. La Unión de Rugby de Cuyo y la Unión de Rugby de Misiones se quedaron con la Copa de Plata y la Copa de Bronce, respectivamente.
Laureana Pappaterra, de la Unión de Rugby de Mar del Plata, se convirtió en la primera mujer en arbitrar un encuentro en la historia del Seven de la República.

## Equipos participantes
Participaron del torneo veinticuatro equipos: veintitrés uniones provinciales de Argentina y una selección sudamericana invitada.
| Equipo              | Unión                                                |
| ------------------- | ---------------------------------------------------- |
| Alto Valle          | Unión de Rugby del Alto Valle de Río Negro y Neuquén |
| Andina              | Unión Andina de Rugby                                |
| Buenos Aires        | Unión de Rugby de Buenos Aires                       |
| Chubut              | Unión de Rugby del Valle del Chubut                  |
| Córdoba             | Unión Cordobesa de Rugby                             |
| Cuyo                | Unión de Rugby de Cuyo                               |
| Entre Ríos          | Unión Entrerriana de Rugby                           |
| Formosa             | Unión de Rugby de Formosa                            |
| Jujuy               | Unión Jujeña de Rugby                                |
| Lagos del Sur       | Unión de Rugby de los Lagos del Sur                  |
| Mar del Plata       | Unión de Rugby de Mar del Plata                      |
| Misiones            | Unión de Rugby de Misiones                           |
| Nordeste            | Unión de Rugby del Nordeste                          |
| Oeste               | Unión de Rugby del Oeste de Buenos Aires             |
| Rosario             | Unión de Rugby de Rosario                            |
| Salta               | Unión de Rugby de Salta                              |
| San Juan            | Unión Sanjuanina de Rugby                            |
| San Luis            | Unión Santafesina de Rugby                           |
| Santa Fe            | Unión Santafesina de Rugby                           |
| Santiago del Estero | Unión Santiagueña de Rugby                           |
| Sur                 | Unión de Rugby del Sur                               |
| Tierra del Fuego    | Unión de Rugby de Tierra del Fuego                   |
| Tucumán             | Unión de Rugby de Tucumán                            |
| Uruguay             | Unión de Rugby del Uruguay                           |

En cursiva los seleccionados internacionales invitados.

## Formato
Fase de grupos
Los veinticuatro equipos fueron divididos en ocho grupos de tres equipos cada uno. Cada grupo se resolvió a través del sistema de todos contra todos a una sola ronda; la victoria otorgando 2 puntos, el empate 1 y la derrota 0 puntos. 
Los grupos fueron organizados de acuerdo a la posición final que cada equipo obtuvo en la edición anterior: del 1.° al 8.° se les asignaron las zonas A a la H en orden; del 9.° al 16.° se les asignaron el orden alterno (de la H a la A) y así sucesivamente con los equipos restantes. Los equipos que no participaron de la edición anterior (en este caso, la Unión de Rugby de los Lagos del Sur) se les asignaron las últimas posiciones. Los ganadores de cada grupo clasificaron a la Copa de Oro, los segundos a la Copa de Plata y los terceros a la Copa de Bronce.
Fase final
La fase final se definió eliminación directa a tres rondas, dividas en tres cuadros: la Copa de Oro (1.° al 8.°), la Copa de Plata (9.° al 16.°) y la Copa de Bronce (17.° al 24.°). Originalmente, nueve partidos clasificatorios (para decidir posicionamientos finales) habían sido programados para la segunda jornada, pero estos fueron posteriormente removidos y se decidió por el formato más tradicional.

## Fase de grupos
| Pos. | Equipos | Partidos | Partidos | Partidos | Tantos | Tantos | Tantos | Pts. |
| Pos. | Equipos | G        | E        | P        | PF     | PC     | DP     | Pts. |
| ---- | ------- | -------- | -------- | -------- | ------ | ------ | ------ | ---- |
| 1.°  | Córdoba | 2        | 0        | 0        | 98     | 5      | +93    | 4    |
| 2.°  | Sur     | 1        | 0        | 1        | 22     | 72     | -50    | 2    |
| 3.°  | Andina  | 0        | 0        | 2        | 15     | 58     | -43    | 0    |

| 3 de diciembre | Córdoba | 36 - 5  | Andina |  |  |
|                |         | Reporte |        |  |  |

| 3 de diciembre | Andina | 10 - 22 | Sur |  |  |
|                |        | Reporte |     |  |  |

| 3 de diciembre | Sur | 0 - 62  | Córdoba |  |  |
|                |     | Reporte |         |  |  |

| Pos. | Equipos    | Partidos | Partidos | Partidos | Tantos | Tantos | Tantos | Pts. |
| Pos. | Equipos    | G        | E        | P        | PF     | PC     | DP     | Pts. |
| ---- | ---------- | -------- | -------- | -------- | ------ | ------ | ------ | ---- |
| 1.°  | Alto Valle | 1        | 1        | 0        | 38     | 7      | +31    | 3    |
| 2.°  | Cuyo       | 1        | 1        | 0        | 29     | 14     | +15    | 3    |
| 3.°  | Misiones   | 0        | 0        | 2        | 7      | 53     | -46    | 0    |

| 3 de diciembre | Cuyo | 22 - 7  | Misiones |  |  |
|                |      | Reporte |          |  |  |

| 3 de diciembre | Misiones | 0 - 31  | Alto Valle |  |  |
|                |          | Reporte |            |  |  |

| 3 de diciembre | Alto Valle | 7 - 7   | Cuyo |  |  |
|                |            | Reporte |      |  |  |

| Pos. | Equipos  | Partidos | Partidos | Partidos | Tantos | Tantos | Tantos | Pts. |
| Pos. | Equipos  | G        | E        | P        | PF     | PC     | DP     | Pts. |
| ---- | -------- | -------- | -------- | -------- | ------ | ------ | ------ | ---- |
| 1.°  | Rosario  | 2        | 0        | 0        | 66     | 7      | +59    | 4    |
| 2.°  | San Juan | 1        | 0        | 1        | 28     | 41     | -13    | 2    |
| 3.°  | Jujuy    | 0        | 0        | 2        | 10     | 56     | -46    | 0    |

| 3 de diciembre | Rosario | 35 - 0  | Jujuy |  |  |
|                |         | Reporte |       |  |  |

| 3 de diciembre | Jujuy | 10 - 21 | San Juan |  |  |
|                |       | Reporte |          |  |  |

| 3 de diciembre | San Juan | 7 - 31  | Rosario |  |  |
|                |          | Reporte |         |  |  |

| Pos. | Equipos       | Partidos | Partidos | Partidos | Tantos | Tantos | Tantos | Pts. |
| Pos. | Equipos       | G        | E        | P        | PF     | PC     | DP     | Pts. |
| ---- | ------------- | -------- | -------- | -------- | ------ | ------ | ------ | ---- |
| 1.°  | Tucumán       | 2        | 0        | 0        | 82     | 7      | +75    | 4    |
| 2.°  | Santa Fe      | 1        | 0        | 1        | 52     | 28     | +24    | 2    |
| 3.°  | Lagos del Sur | 0        | 0        | 2        | 0      | 99     | -99    | 0    |

| 3 de diciembre | Tucumán | 54 - 0  | Lagos |  |  |
|                |         | Reporte |       |  |  |

| 3 de diciembre | Lagos | 0 - 45  | Santa Fe |  |  |
|                |       | Reporte |          |  |  |

| 3 de diciembre | Santa Fe | 7 - 28  | Tucumán |  |  |
|                |          | Reporte |         |  |  |

| Pos. | Equipos          | Partidos | Partidos | Partidos | Tantos | Tantos | Tantos | Pts. |
| Pos. | Equipos          | G        | E        | P        | PF     | PC     | DP     | Pts. |
| ---- | ---------------- | -------- | -------- | -------- | ------ | ------ | ------ | ---- |
| 1.°  | Nordeste         | 2        | 0        | 0        | 32     | 12     | +20    | 4    |
| 2.°  | Tierra del Fuego | 1        | 0        | 1        | 21     | 8      | +13    | 2    |
| 3.°  | Oeste            | 0        | 0        | 2        | 12     | 45     | -33    | 0    |

| 3 de diciembre | Nordeste | 24 - 12 | Oeste |  |  |
|                |          | Reporte |       |  |  |

| 3 de diciembre | Oeste | 0 - 21  | T. Fuego |  |  |
|                |       | Reporte |          |  |  |

| 3 de diciembre | T. Fuego | 0 - 8   | Nordeste |  |  |
|                |          | Reporte |          |  |  |

| Pos. | Equipos         | Partidos | Partidos | Partidos | Tantos | Tantos | Tantos | Pts. |
| Pos. | Equipos         | G        | E        | P        | PF     | PC     | DP     | Pts. |
| ---- | --------------- | -------- | -------- | -------- | ------ | ------ | ------ | ---- |
| 1.°  | Mar del Plata   | 2        | 0        | 0        | 47     | 0      | +47    | 4    |
| 2.°  | Sgo. del Estero | 1        | 0        | 1        | 19     | 21     | -2     | 2    |
| 3.°  | Chubut          | 0        | 0        | 2        | 0      | 45     | -45    | 0    |

| 3 de diciembre | M. Plata | 26 - 0  | Chubut |  |  |
|                |          | Reporte |        |  |  |

| 3 de diciembre | Chubut | 0 - 19  | S. Estero |  |  |
|                |        | Reporte |           |  |  |

| 3 de diciembre | S. Estero | 0 - 21  | M. Plata |  |  |
|                |           | Reporte |          |  |  |

| Pos. | Equipos  | Partidos | Partidos | Partidos | Tantos | Tantos | Tantos | Pts. |
| Pos. | Equipos  | G        | E        | P        | PF     | PC     | DP     | Pts. |
| ---- | -------- | -------- | -------- | -------- | ------ | ------ | ------ | ---- |
| 1.°  | Salta    | 2        | 0        | 0        | 41     | 25     | +16    | 4    |
| 2.°  | Uruguay  | 1        | 0        | 1        | 36     | 12     | +24    | 2    |
| 3.°  | San Luis | 0        | 0        | 2        | 15     | 55     | -40    | 0    |

| 3 de diciembre | Salta | 29 - 15 | San Luis |  |  |
|                |       | Reporte |          |  |  |

| 3 de diciembre | San Luis | 0 - 26  | Uruguay |  |  |
|                |          | Reporte |         |  |  |

| 3 de diciembre | Uruguay | 10 - 12 | Salta |  |  |
|                |         | Reporte |       |  |  |

| Pos. | Equipos      | Partidos | Partidos | Partidos | Tantos | Tantos | Tantos | Pts. |
| Pos. | Equipos      | G        | E        | P        | PF     | PC     | DP     | Pts. |
| ---- | ------------ | -------- | -------- | -------- | ------ | ------ | ------ | ---- |
| 1.°  | Buenos Aires | 2        | 0        | 0        | 62     | 0      | +62    | 4    |
| 2.°  | Entre Ríos   | 1        | 0        | 1        | 35     | 17     | +18    | 2    |
| 3.°  | Formosa      | 0        | 0        | 2        | 5      | 85     | -80    | 0    |

| 3 de diciembre | Entre Ríos | 35 - 5  | Formosa |  |  |
|                |            | Reporte |         |  |  |

| 3 de diciembre | Formosa | 0 - 50  | Bs. Aires |  |  |
|                |         | Reporte |           |  |  |

| 3 de diciembre | Entre Ríos | 0 - 12  | Bs. Aires |  |  |
|                |            | Reporte |           |  |  |

## Fase final

### Copa de Oro
|  | Cuartos de final | Cuartos de final | Cuartos de final |         |         | Semifinales | Semifinales | Semifinales |  |         | Final   | Final | Final |  |
|  |                  |                  |                  |         |         |             |             |             |  |         |         |       |       |  |
|  |                  |                  |                  |         |         |             |             |             |  |         |         |       |       |  |
|  | A                | Córdoba          | 22               |         |         |             |             |             |  |         |         |       |       |  |
|  | A                | Córdoba          | 22               |         |         |             |             |             |  |         |         |       |       |  |
|  | H                | Buenos Aires     | 12               |         |         |             |             |             |  |         |         |       |       |  |
|  | H                | Buenos Aires     | 12               |         | Córdoba | Córdoba     | 12          |             |  |         |         |       |       |  |
|  |                  |                  |                  |         | Córdoba | Córdoba     | 12          |             |  |         |         |       |       |  |
|  |                  |                  | Tucumán          | Tucumán | 14      |             |             |             |  |         |         |       |       |  |
|  | D                | Tucumán          | Tucumán          | Tucumán | 14      | 38          |             |             |  |         |         |       |       |  |
|  | D                | Tucumán          |                  |         |         |             |             |             |  |         |         |       |       |  |
|  | E                | Nordeste         | 12               |         |         |             |             |             |  |         |         |       |       |  |
|  | E                | Nordeste         | 12               |         |         |             |             |             |  | Tucumán | Tucumán | 5     |       |  |
|  |                  |                  |                  |         |         |             |             |             |  | Tucumán | Tucumán | 5     |       |  |
|  |                  |                  | Salta            | Salta   | 7       |             |             |             |  |         |         |       |       |  |
|  | B                | Alto Valle       | Salta            | Salta   | 7       | 0           |             |             |  |         |         |       |       |  |
|  | B                | Alto Valle       |                  |         |         |             |             |             |  |         |         |       |       |  |
|  | G                | Salta            | 42               |         |         |             |             |             |  |         |         |       |       |  |
|  | G                | Salta            | 42               |         | Salta   | Salta       | 21          |             |  |         |         |       |       |  |
|  |                  |                  |                  |         | Salta   | Salta       | 21          |             |  |         |         |       |       |  |
|  |                  |                  | Rosario          | Rosario | 19      |             |             |             |  |         |         |       |       |  |
|  | C                | Rosario          | Rosario          | Rosario | 19      | 22          |             |             |  |         |         |       |       |  |
|  | C                | Rosario          |                  |         |         |             |             |             |  |         |         |       |       |  |
|  | F                | Mar del Plata    | 14               |         |         |             |             |             |  |         |         |       |       |  |
|  | F                | Mar del Plata    | 14               |         |         |             |             |             |  |         |         |       |       |  |
|  |                  |                  |                  |         |         |             |             |             |  |         |         |       |       |  |

| 4 de diciembre | Alto Valle | 5 - 19  | M. Plata |  |  |
|                |            | Reporte |          |  |  |

| 4 de diciembre | Bs. As. | 14 - 0  | Nordeste |  |  |
|                |         | Reporte |          |  |  |

### Copa de Plata
|  | Cuartos de final | Cuartos de final | Cuartos de final |                 |            | Semifinales | Semifinales | Semifinales |  |          | Final    | Final | Final |  |
|  |                  |                  |                  |                 |            |             |             |             |  |          |          |       |       |  |
|  |                  |                  |                  |                 |            |             |             |             |  |          |          |       |       |  |
|  | A                | Sur              | 0                |                 |            |             |             |             |  |          |          |       |       |  |
|  | A                | Sur              | 0                |                 |            |             |             |             |  |          |          |       |       |  |
|  | H                | Entre Ríos       | 19               |                 |            |             |             |             |  |          |          |       |       |  |
|  | H                | Entre Ríos       | 19               |                 | Entre Ríos | Entre Ríos  | 14          |             |  |          |          |       |       |  |
|  |                  |                  |                  |                 | Entre Ríos | Entre Ríos  | 14          |             |  |          |          |       |       |  |
|  |                  |                  | Santa Fe         | Santa Fe        | 17         |             |             |             |  |          |          |       |       |  |
|  | D                | Santa Fe         | Santa Fe         | Santa Fe        | 17         | 10          |             |             |  |          |          |       |       |  |
|  | D                | Santa Fe         |                  |                 |            |             |             |             |  |          |          |       |       |  |
|  | E                | Tierra del Fuego | 7                |                 |            |             |             |             |  |          |          |       |       |  |
|  | E                | Tierra del Fuego | 7                |                 |            |             |             |             |  | Santa Fe | Santa Fe | 0     |       |  |
|  |                  |                  |                  |                 |            |             |             |             |  | Santa Fe | Santa Fe | 0     |       |  |
|  |                  |                  | Cuyo             | Cuyo            | 31         |             |             |             |  |          |          |       |       |  |
|  | B                | Cuyo             | Cuyo             | Cuyo            | 31         | 24          |             |             |  |          |          |       |       |  |
|  | B                | Cuyo             |                  |                 |            |             |             |             |  |          |          |       |       |  |
|  | G                | Uruguay          | 7                |                 |            |             |             |             |  |          |          |       |       |  |
|  | G                | Uruguay          | 7                |                 | Cuyo       | Cuyo        | 26          |             |  |          |          |       |       |  |
|  |                  |                  |                  |                 | Cuyo       | Cuyo        | 26          |             |  |          |          |       |       |  |
|  |                  |                  | Sgo. del Estero  | Sgo. del Estero | 19         |             |             |             |  |          |          |       |       |  |
|  | C                | San Juan         | Sgo. del Estero  | Sgo. del Estero | 19         | 0           |             |             |  |          |          |       |       |  |
|  | C                | San Juan         |                  |                 |            |             |             |             |  |          |          |       |       |  |
|  | F                | Sgo. del Estero  | 10               |                 |            |             |             |             |  |          |          |       |       |  |
|  | F                | Sgo. del Estero  | 10               |                 |            |             |             |             |  |          |          |       |       |  |
|  |                  |                  |                  |                 |            |             |             |             |  |          |          |       |       |  |

| 4 de diciembre | Sur | 0 - 38  | T. Fuego |  |  |
|                |     | Reporte |          |  |  |

| 4 de diciembre | Uruguay | 19 - 7  | San Juan |  |  |
|                |         | Reporte |          |  |  |

### Copa de Bronce
|  | Cuartos de final | Cuartos de final | Cuartos de final |          |          | Semifinales | Semifinales | Semifinales |  |       | Final | Final | Final |  |
|  |                  |                  |                  |          |          |             |             |             |  |       |       |       |       |  |
|  |                  |                  |                  |          |          |             |             |             |  |       |       |       |       |  |
|  | A                | Andina           | 31               |          |          |             |             |             |  |       |       |       |       |  |
|  | A                | Andina           | 31               |          |          |             |             |             |  |       |       |       |       |  |
|  | H                | Formosa          | 7                |          |          |             |             |             |  |       |       |       |       |  |
|  | H                | Formosa          | 7                |          | Andina   | Andina      | 14          |             |  |       |       |       |       |  |
|  |                  |                  |                  |          | Andina   | Andina      | 14          |             |  |       |       |       |       |  |
|  |                  |                  | Oeste            | Oeste    | 31       |             |             |             |  |       |       |       |       |  |
|  | D                | Lagos del Sur    | Oeste            | Oeste    | 31       | 7           |             |             |  |       |       |       |       |  |
|  | D                | Lagos del Sur    |                  |          |          |             |             |             |  |       |       |       |       |  |
|  | E                | Oeste            | 17               |          |          |             |             |             |  |       |       |       |       |  |
|  | E                | Oeste            | 17               |          |          |             |             |             |  | Oeste | Oeste | 10    |       |  |
|  |                  |                  |                  |          |          |             |             |             |  | Oeste | Oeste | 10    |       |  |
|  |                  |                  | Misiones         | Misiones | 19       |             |             |             |  |       |       |       |       |  |
|  | B                | Misiones         | Misiones         | Misiones | 19       | 14          |             |             |  |       |       |       |       |  |
|  | B                | Misiones         |                  |          |          |             |             |             |  |       |       |       |       |  |
|  | G                | San Luis         | 5                |          |          |             |             |             |  |       |       |       |       |  |
|  | G                | San Luis         | 5                |          | Misiones | Misiones    | 17          |             |  |       |       |       |       |  |
|  |                  |                  |                  |          | Misiones | Misiones    | 17          |             |  |       |       |       |       |  |
|  |                  |                  | Chubut           | Chubut   | 14       |             |             |             |  |       |       |       |       |  |
|  | C                | Jujuy            | Chubut           | Chubut   | 14       | 5           |             |             |  |       |       |       |       |  |
|  | C                | Jujuy            |                  |          |          |             |             |             |  |       |       |       |       |  |
|  | F                | Chubut           | 19               |          |          |             |             |             |  |       |       |       |       |  |
|  | F                | Chubut           | 19               |          |          |             |             |             |  |       |       |       |       |  |
|  |                  |                  |                  |          |          |             |             |             |  |       |       |       |       |  |

| 4 de diciembre | Formosa | 29 - 19 | Lagos |  |  |
|                |         | Reporte |       |  |  |

| 4 de diciembre | San Luis | 22 - 21 | Jujuy |  |  |
|                |          | Reporte |       |  |  |

## Tabla de posiciones
Las posiciones finales al terminar el campeonato: